# Кіккаоя
Кіккаоя (ест. Kikkaoja) — село в Естонії, входить до складу волості Антсла, повіту Вирумаа.